# 西雷娜·桑巴-马耶拉
西雷娜·桑巴-马耶拉（法語：Cyréna Samba-Mayela，2000年10月31日—），法国女子田径运动员，2022年世界室内田径锦标赛女子60米栏金牌得主、2024年世界室内田径锦标赛女子60米栏银牌得主。